# ERM
Den Europæiske valutakursmekanisme (Exchange Rate Mechanism, ERM) er et system, der blev indført i marts 1979 i det daværende EF som en del af Det europæiske monetære system (EMS). Formålet var at mindske variationerne i valutakurser og at øge den monetære stabilitet i Europa  for at forberede landene på indtræden i eurosamarbejdet og indføre euroen som valuta. Efter indførelse af euroen som valuta den 1. januar 1999 blev samarbejdet afløst af ERM2. 